# Masurca (ЗРК)
MASURCA (на френски: MArine SURface Contre-Avions – Морски надводен противовъздушен комплекс) е френски зенитно-ракетен комплекс със средна далечина на действие разработен за ВМС на Франция в края на 1960-те години. Разработван е като основно средство за противовъздушна отбрана на френския флот. Поради големите габарити на комплекса и получаването от френския флот на американския ЗРК RIM-24 Tartar, програмата с мащабното разгръщане на ЗРК „Masurca“ е отменена, и комплекса е поставен само на три кораба. Никога не е използван в бойни действия. Свален е от въоръжение заедно с отписването от флота на последния му носител през 2009 г.

## История
През 1948 г. Франция, преследвайки политически цели, започва разработката на ред амбициозни програми за превъоръжение, в частност – създаването на собствено морско управляемо ракетно оръжие. Инициирани са три програми:
- MALAFON (на френски: MArine LAtécoère FONd) – противолодъчната управляема ракета-торпедо на фирмата L’Atécoère
- MALAFACE (Late-258) – ударен противокорабен безпилотник за многократно използване
- MASURCA – зенитна ракета за защита на корабите на флота

Франция вече има известен опит в разработката на ЗРК в хода на програмата „Maruca“, разработена на базата на германската трофейна ЗУР Henschel Hs 117 Schmetterling. Макар работите по програмата „Maruca“ и да не са завършени поради моралното остаряване на ракетата, те дават на френските конструктори ценен опит.
През 1955 г. ECAN de Ruelle формулира изискванията към новата ракета. Тя трябва да стане далекобоен твърдогоривен снаряд с радиолокационно насочване, предназначен за пуск от кораби на далечини до 50 км. Първите изпитателни пускове на новата ракета са през 1960 г., но множеството технически проблеми водят до това, че са необходими още над 50 изстрелвания, до момента в който ракета е призната, най-накрая, за боеспособна през 1968 г., почти 20 години след началото на разработката. Значителна помощ в завършването на програмата оказват САЩ, които предоставят материали от програмата RIM-2 Terrier.

## Техническо описание

### Ракета
„Masurca“ е достатъчно голяма, двустепенна твърдогоривна ракета с развито опашно оперение. Нейната пълна дължина, с отчитане на ускорителя, достига 8,6 метра при диаметър на корпуса 406 мм и маса 2098 кг (950 кг маса на ракетата и 1048 кг на стартовия ускорител). Базовите версии Mod 1 и Mod 2 използват насочване „по лъч“, т.е. движат се тесния лъч на радара за съпровождение на целта. Версията Mod 3 използва полуактивна глава за самонасочване, насочваща се по отразения от целта сигнал на корабния радар DRBR-51. Интересно достойнство на ракетата е наличието на инерционен автопилота на маршевия участък, позволяващ да се пуска ракетата преди целта да е взета на съпровождение от радара.
Ракетата се състои от две степени, съединени с пироболтове, играещи ролята не толкова на разделители на степените, но и на възпламенители на втората степен след завършване на работа на първата. Радиусът на действие на ракетата съставлява около 55 км. Твърдогоривният ускорител работи в течение примерно на 5 секунди, придавайки на почти двутонната ракета скорост от 800 м/с. Максималната скорост на ракетата, след пълното изгаряне на горивото, съставлява около 3 Маха.
Ракетата носи много голяма, за онова време, осколъчно-фугасна бойна част с маса 100 кг. Предполага се, че широкият радиус на разлитането на осколките от толкова мощния заряд ще може ефективно да порази самолета на противника даже в случай на значително отклонение на ракетата. Бойната част се привежда в действие чрез радиовзривател.

### Пусков комплекс
Целият ракетен комплекс се състои от:
1. Двурелсова ракетна пускова установка, с маса над 40 тона, разчетена за две ракети;
2. Автоматично зарядно устройство;
3. Секция за предстартова подготовка на ракетите (нуждаещи се от ръчно поставяне на крилата и стабилизаторите преди подаването им на пусковата);
4. Хоризонтален заряден пълнител за 17 готови за изстрелване ракети;
5. Арсенал за съхраняване на разглобените ракети;
6. Два радара за съпровождение на целта DRBR-51 (всеки има две антени, една за съпровождение, другата за подсветка на целта за ракетите Mod 3 и подаване на целеуказния за ракетата Mod 2);
7. Радар за общо наблюдение DRBI-23
8. Изчислител SENIT 2

Пълният боезапас на комплекса се състои от 48 ракети, неговата обща маса (на всички елементи) съставлява около 450 тона. Значителните размери на комплекса силно ограничават неговото разпространение, тъй като ВМФ на Франция през 1960-те години не може да си позволи строителството на флот от големи кораби.

### Стрелба
По-голямата част от корабния боекомплект се съхранява в разглобен вид, със свалени ускорители. При необходимост от попълване на зарядния пълнител, ракетите се извличат от арсенала, сглобяват се, и се подават в зарядното устройство на транспортни колички. Сглобяването на ракетите е продължително и сложно мероприятие: поради високата чупливост на използваните керамични компоненти, сглобяването на една ракета отнема почти два часа.
В зарядното устройство ракетите се съхраняват хоризонтално на стелажи, в два реда, със свалено, за икономия на място, оперение. Всичко има 17 гнезда за ракети (формално 18, но една винаги се оставя свободна и се използва за техническото обслужване на боеприпасите).
По тревога, механичната система за подаване извлича ракета от стелажа и я предава в секцията за предстартова подготовка. Там механиците поставят на ракетата оперение, и хидравлична система по направляващите подава ракетата на релсата на пусковата установка.
Въздушните цели се засичат от радара DRBI-23, и се вземат на съпровождение с радарите DRBR-51. Наличието на две РЛС за съпровождение DRBR-51 позволява на един кораб едновременно да обстрелва две цели. Важно преимущество на комплекса е наличието на ракетата на инерционен автопилот, автоматично удържащ я по курса на маршевия участък. За сметка на това се поява възможността да се увеличи темпът на стрелба (тъй като не трябва да се чака докато първите пуснати ракети поразят целта), и да се пускат ракетите по-рано, отколкото целите бъдат взети на съпровождение от DRBR-51, намалявайки времето за реакция и позволявайки да се постигне максимален радиус на действие. Обаче, презареждането на комплекса е бавен и сложен процес поради големите размери на ракетите.
- Ракетата Mod 2 използва обикновеното насочване „по лъч“, движейки се към целта надлъжно около тесния лъч на радара.
- Ракетата Mod 3 използва полуактивно насочване, насочвайки се от отразения от целта лъч на радара. При това инерционния автопилот насочва ракетата нагоре по частично балистична траектория, което позволява да се увеличи дистанцията на стрелба и осигурява на ракетата пикиране върху целта.

## Разгръщане
Изначално ВМФ на Франция планира да построи 6 разрушителя, носещи ЗРК „Masurca“, за прикритие на своите самолетоносачи тип „Клемансо“. Но големите габарити на комплекса, изискващи за разгръщането му големи кораби с водоизместимост над 5000 тона, водят до намаляване на поръчката. Забавилата се разработка води до това, че в бюджета за 1960 г. са договорени само 3 зенитни ракетни комплекса за проектиращите се разрушители от типа „Сюфрен“ (Suffren class frigate).
Покупката от САЩ, за въоръжение на самолетоносачите, на 42 изтребителя-прехващачи Vought F-8 Crusader води до поредно орязване на поръчката. Третия разрушител от проекта „Сюфрен“ е отменен.
След това, като плана за строителство на разрушителите е съкратен до две единици, флотът незабавно взема решение да постави „освободилият се“ комплекс на крайцера „Колбер“. Предполага се също да се въоръжи с тези ракети и крайцера-вертолетоносач „Жана д’Арк“, но в крайна сметка този проект е отменен в полза на построяването на серия фрегати, въоръжени с компактния американски ЗРК RIM-24 Tartar.
Трите кораба със ЗРК „Masurca“ съставляват основата на далечното прикритие на френските самолетоносачи, участват в много конфликти, но никога не са използвани в бойни действия до списването им през 2009 г.